# 潍坊北站
潍坊北站，位于中华人民共和国山东省潍坊市寒亭区，于2018年12月26日随济青高速铁路的开通而启用，由中国铁路济南局集团有限公司管辖。

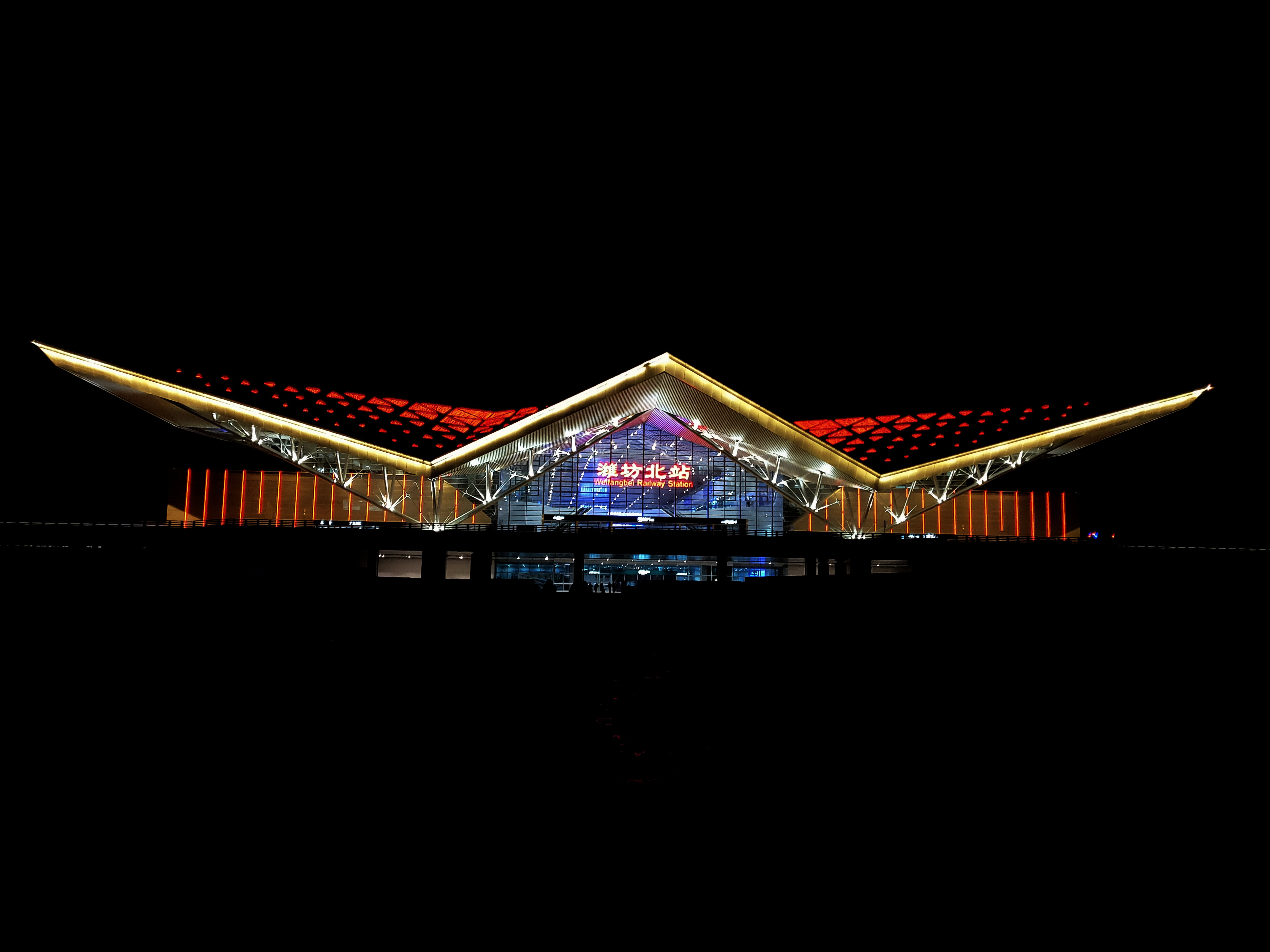
站房夜景 (南广场)

## 车站

### 站场
站场设计规模7台20线，共有14个站台面，28个检票口。站台层平面尺寸约150×333.95米，雨棚覆盖面积23426平米。现开通济青高铁3台8线，潍莱高铁1台4线，合计4台12线（检票口1-8）；剩余3台8线为京沪二线预留（检票口9-14）。

### 青潍空铁快线
为方便旅客前往青岛胶东机场航空出行，本站设立前往青岛机场站列车的快速进站安检通道和服务专区。专区内设400余个休息座位，配有出发航班显示屏，并提供部分国内航班值机服务。

## 車站周邊
- 308国道禹王大街
- 渤海北路
- 中孚药业股份有限公司
- 瀛馨园
- 寒亭街道中心小学
- 寒亭明铸砖厂
- 潍坊瑞仁机械有限公司
- 恒联温馨家园
- 寒亭生态工业园
- 潍坊北辰中学
- 潍坊强立船舶用品有限公司
- 山东圆友重工科技有限公司
- 欣盛牧业
- 寒亭农贸市场
- 五里埠村、南柴埠营村、北柴埠营村、袁家埠村南庄村、纪家东庄村、刑家东庄村、后仉庄村、中仉庄村

### 公交接驳
- 潍坊高铁北站（东南侧场站，近古韵路）：昌邑-高铁北站-潍坊客运班线
- 高铁北站（西南侧场站，近站南街）：25、43、46、58、97、99、106、107、108、111、137、156、165路

## 歷史
- 2018年12月26日启用。

## 外部連結
- 中国铁路客户服务中心 （页面存档备份，存于）